# Endereço MAC

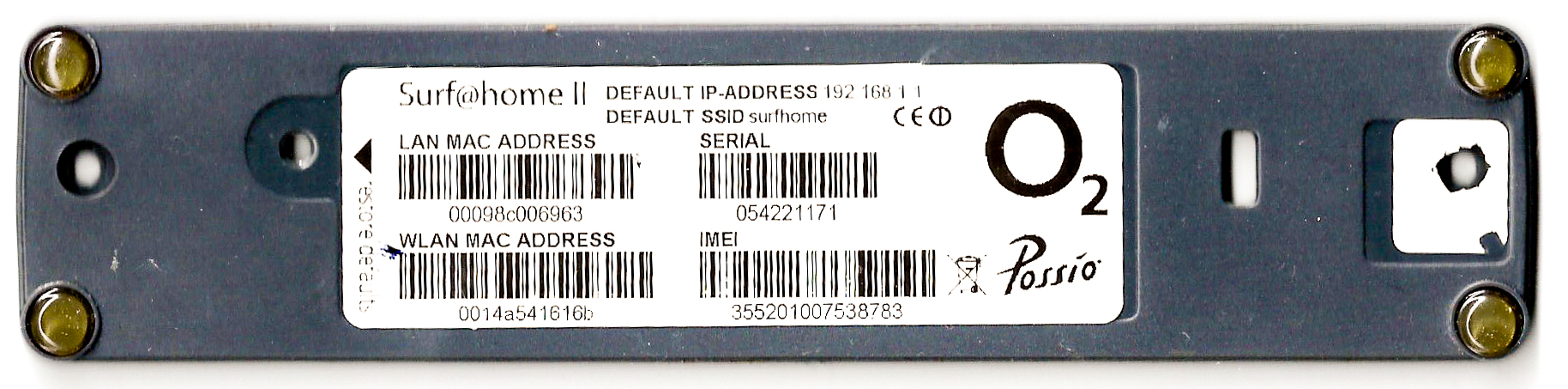
Etiqueta de um roteador UMTS com endereços MAC para módulos LAN e WLAN

Um endereço de controle de acesso ao meio (endereço MAC) de um dispositivo é um identificador único atribuído a uma interface de rede (ou Network Interface Controller - NIC). Para comunicações dentro de um segmento de rede, é usado como endereço de rede para a maioria das tecnologias de rede IEEE 802, incluindo Ethernet, Wi-Fi e Bluetooth. No modelo Open Systems Interconnection (OSI), os endereços MAC são usados na subcamada de protocolo do controle de acesso ao meio da camada de enlace de dados. Como normalmente representado, os endereços MAC são reconhecíveis como seis grupos de dois dígitos hexadecimais, separados por hífens, dois pontos ou nenhum separador (consulte as Convenções de notação abaixo).
Um endereço MAC pode ser chamado de endereço gravado e também é conhecido como endereço de hardware Ethernet, endereço de hardware e endereço físico (não deve ser confundido com um endereço físico de memória).
Um nó de rede com várias NICs deve ter um endereço MAC exclusivo para cada uma. Equipamentos de rede sofisticados, como um switch multicamada ou roteador, podem exigir um ou mais endereços MAC atribuídos permanentemente.
Os endereços MAC geralmente são atribuídos pelo fabricante das placas de interface de rede. Cada um é armazenado em hardware, como a memória somente leitura da placa ou por um mecanismo de firmware. Um endereço MAC normalmente inclui o identificador único de organização do fabricante. Os endereços MAC são formados de acordo com os princípios de dois espaços de numeração baseados em Identificadores Exclusivos Estendidos (EUI) gerenciados pelo Instituto de Engenheiros Eletricistas e Eletrônicos (IEEE): EUI-48, que substitui o termo obsoleto MAC-48, e EUI-64.

## Representação
O endereço MAC é formado por um conjunto de 6 bytes separados por dois pontos (“:”) ou hífen (“-”), sendo cada byte representado por dois algarismos na forma hexadecimal, como por exemplo: "00:19:B9:FB:E2:58". Cada algarismo em hexadecimal corresponde a uma palavra binária de quatro bits, desta forma, os 12 algarismos que formam o endereço totalizam 48 bits.
Há uma padronização dos endereços MAC administrada pela IEEE (Institute of Electrical and Electronics Engineers) que define que os três primeiros bytes - imagem acima, chamados OUI (Organizationally Unique Identifier), são destinados a identificação do fabricante - eles são fornecidos pela própria IEEE. Os três últimos bytes são definidos pelo fabricante, sendo este responsável pelo controle da numeração de cada placa que produz. Apesar de ser único e gravado em hardware, o endereço MAC pode ser alterado através de técnicas específicas.

## Endereçamento
A Imagem abaixo apresenta uma versão simplificada do quadro utilizado em redes locais Ethernet, conhecido como quadro Ethernet. O primeiro endereço identifica o destinatário da mensagem, ou seja, o receptor. O segundo endereço identifica o remetente, ou seja, o transmissor. Cada endereço é formado por seis bytes, permitindo teoricamente 2⁴⁸ endereços. Por exemplo, o número 00-0C-6E-3C-D1-6D representa um endereço Ethernet no formato hexadecimal.

## Visualização do endereço MAC nos sistemas operacionais
O endereço da camada de enlace, também chamado de endereço físico ou endereço MAC pode ser facilmente visualizado nos sistemas operacionais:
- Microsoft Windows, utilizando-se o comando ipconfig/all
- Em sistemas Unix, o comando ifconfig exibe as interfaces e seus respectivos endereços de enlace
- Nos smartphones com sistema Android basta abrir o menu "configuração", "sobre o telefone", "estado"

A seguir são exibidas as saídas resumidas dos comandos ipconfig/all e ifconfig, respectivamente.
c: \>ipconfig/all
Adaptador Ethernet Conexão local:
```
Endereço físico . . . . . . . : 
00-88-14-4D-4C-FB
```

~$ ifconfig
eth0 Link encap:Ethernet__Endereço de HW__00:1D:7D:B2:34:F9
```
inet end.:  192.168.88.50__Bcast:192.168.88.255__Mask:255.255.255.0
```

## Formas de endereçamento
Existem, basicamente, três formas de endereçamento que podem ser implementadas em uma rede: unicast, multicast e broadcast (imagem abaixo). No endereçamento unicast, a origem envia uma mensagem para apenas um destinatário, ou seja, apenas um dispositivo receberá a mensagem. No endereçamento broadcast, a origem envia uma mensagem para todos os dispositivos da rede. No endereçamento multicast, a origem envia uma mensagem para um grupo de dispositivos chamado grupo multicast. O grupo multicast é um subconjunto dos dispositivos que formam a rede.

## Modelo IEEE 802
O grupo de trabalho conhecido como IEEE 802 é responsável pela padronização dos protocolos para redes locais e metropolitanas. O modelo de camadas do IEEE 802 define protocolos apenas para as camadas físicas e de enlace, não fazendo nenhuma referência às camadas superiores. A camada física é responsável pela codificação e decodificação dos sinais, geração do preâmbulo que permite identificar o início do quadro e a sincronização da transmissão. Além disso, a camada física define o tipo de meio de transmissão, conectores, interfaces de comunicação e a topologia da rede.
A camada de controle de acesso ao meio ou MAC é responsável pelo controle de acesso ao meio propriamente dito, além da construção do quadro, endereçamento e detecção de erro. Existem diversos grupos de trabalho dentro do IEEE 802 e os dois mais importantes são o IEEE 802.3, que define padrões para redes locais Ethernet, e o IEEE 802.11, que define padrões para redes locais sem fio (Wi-Fi). Os grupos são responsáveis pela definição de protocolos da camada física e da camada MAC, pois existe uma grande dependência entre o mecanismo de controle de acesso ao meio e o tipo de meio de transmissão utilizado.

## Identificando o fabricante
Para descobrir o fabricante de um determinado dispositivo de rede, acesse o endereço http://standards.ieee.org/regauth/oui/index.shtml. Entre com os 6 primeiros algarismos do MAC (sem os dois pontos) do dispositivo e o site retornará o nome do fabricante. Observe que os 6 primeiros algarismos do MAC correspondem aos 3 primeiros bytes (administrados pela IEEE), que identificam o fabricante do equipamento.